# Pitkäjärvi (sjö i Finland, Lappland, lat 68,63, long 27,67)
Pitkäjärvi är en sjö i Finland. Den ligger i kommunen Enare i landskapet Lappland, i den norra delen av landet, 900 km norr om huvudstaden Helsingfors. Pitkäjärvi ligger 151,1 meter över havet. Arean är 9,6 hektar och strandlinjen är 2,41 kilometer lång. Sjön  ingår i Pasvik älvs huvudavrinningsområde. 